# مجمع شينول غونيش الرياضي
مجمع شينول غونيش الرياضي (بالتركية: Şenol Güneş Spor Kompleksi)‏ أو بابارا بارك لأسباب الرعاية (بالتركية: Papara Park)‏، هو ملعب كرة قدم في مدينة طرابزون، تركيا. تم افتتاحه في 18 ديسمبر 2016. وهو الملعب الخاص بنادي طرابزون سبور والذي يلعب في دوري السوبر التركي.
وكان من المقرر أن يسمى الملعب باسم طرابزون أرينا ولكن الرئيس التركي رجب طيب أردوغان قرر إطلاق اسم اللاعب والمدرب السابق شينول غونيش على الملعب تكريماً لإنجازاته مع نادي طرابزون والمنتخب التركي حيث قاد المنتخب إلى المركز الثالث في كأس العالم لكرة القدم 2002.

## معرض الصور

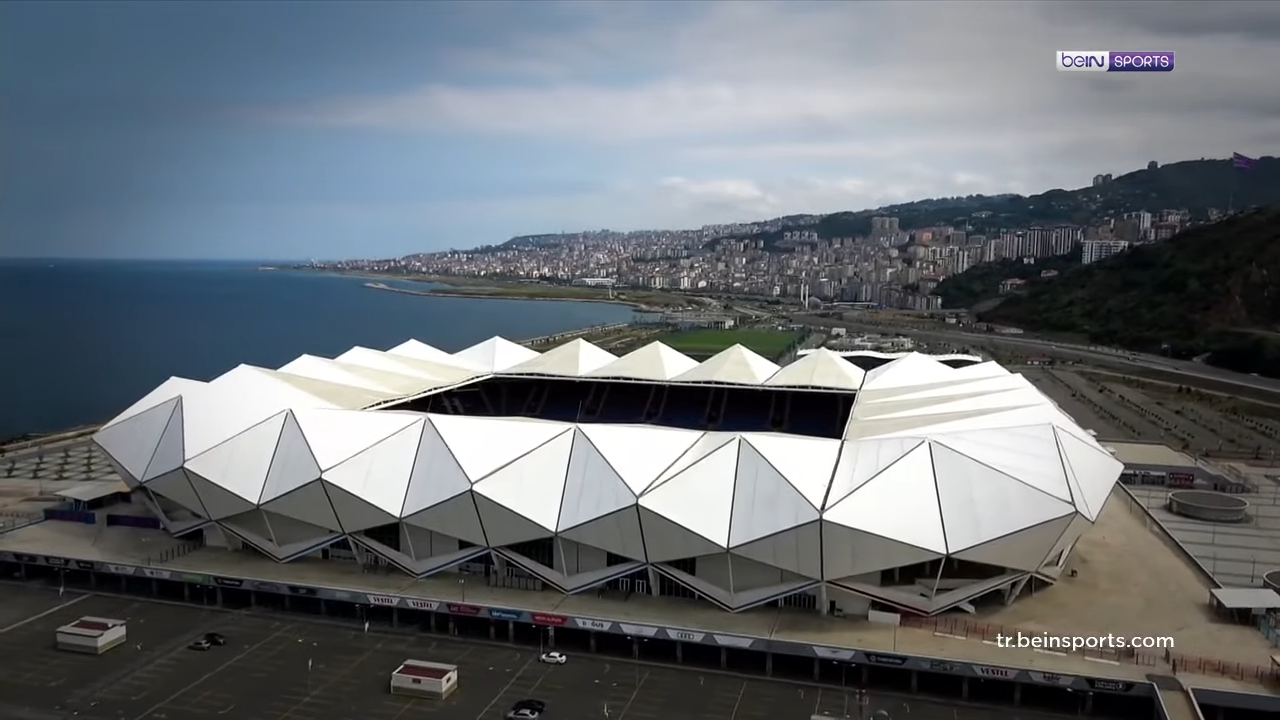
الشكل الخارجي للملعب
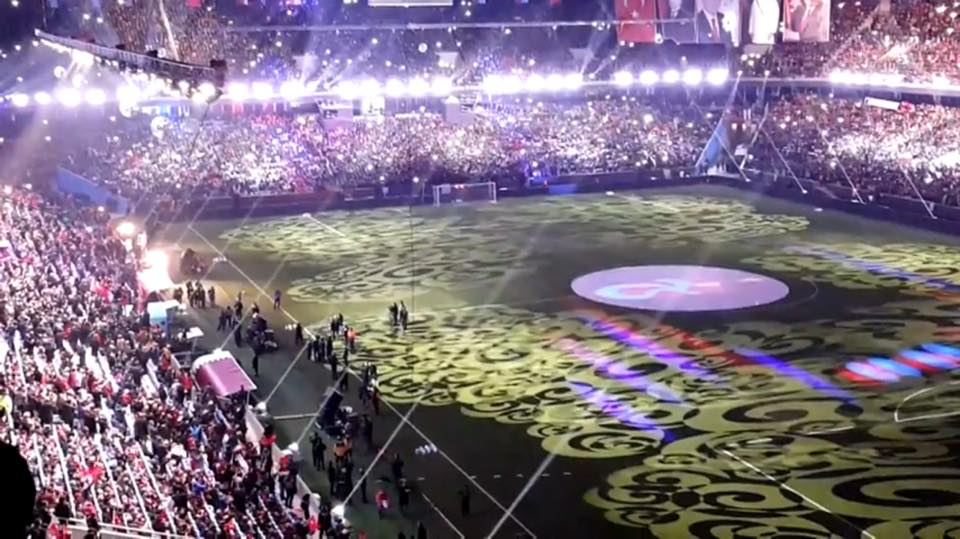
حفل افتتاح الملعب عام 2016
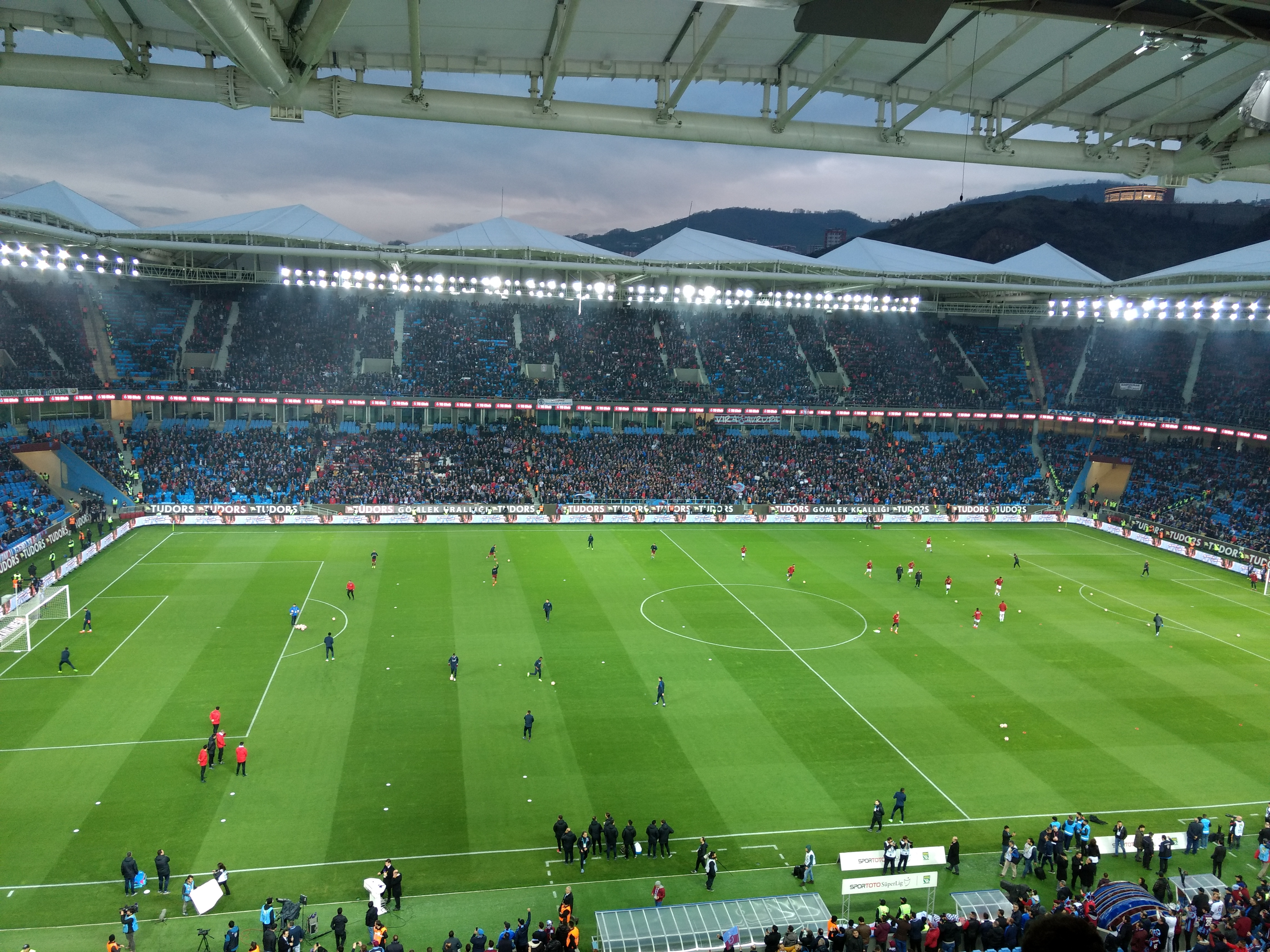
الملعب يحتضن مباراة طرابزون سبور ضد غلطة سراي في موسم 2016-17